# Carmina Saliaria
Carmina Saliaria (sing. Carmen Saliare) – łacińskie pieśni kultowe śpiewana w starożytnym Rzymie, zachowana we fragmentach [Varr. De ling. Lat. 7.26,27].
Stanowiły część rytuałów ku czci bogów odprawianych przez kolegium Saliów (łac. Salii – „skoczkowie”, „tancerze”, z salire – „tańczyć”, „skakać”). Śpiewane były w marcu i październiku każdego roku, gdy Saliowie odziani w błyszczące zbroje i święte tarcze urządzali w Mieście procesje. Zwrócone były do wszystkich bogów jako axamenta lub do poszczególnych jako indigitamenta, przy czym szczególnym kultem bractwo otaczało Marsa.
Zachowane fragmenty spisane są w łacinie archaicznej, o treści trudnej do zrozumienia. Należą one do najstarszych zachowanych dokumentów literatury rzymskiej.